# روي غامبز
روي غامبز (بالإنجليزية: Roy Gumbs)‏ هو لاعب كرة قدم بريطاني، ولد في 29 ديسمبر 1969. شارك مع منتخب أنغويلا لكرة القدم. أما مع النوادي، فقد لعب مع نادي سلاو تاون.

## وصلات خارجية
- روي غامبز على موقع الاتحاد الدولي (مؤرشف)  (الإنجليزية)
- روي غامبز على موقع قاعدة بيانات كرة القدم.إي يو (الإنجليزية)
- روي غامبز على موقع ناشيونال فوتبول تيمز (الإنجليزية)